# Provinz Aija

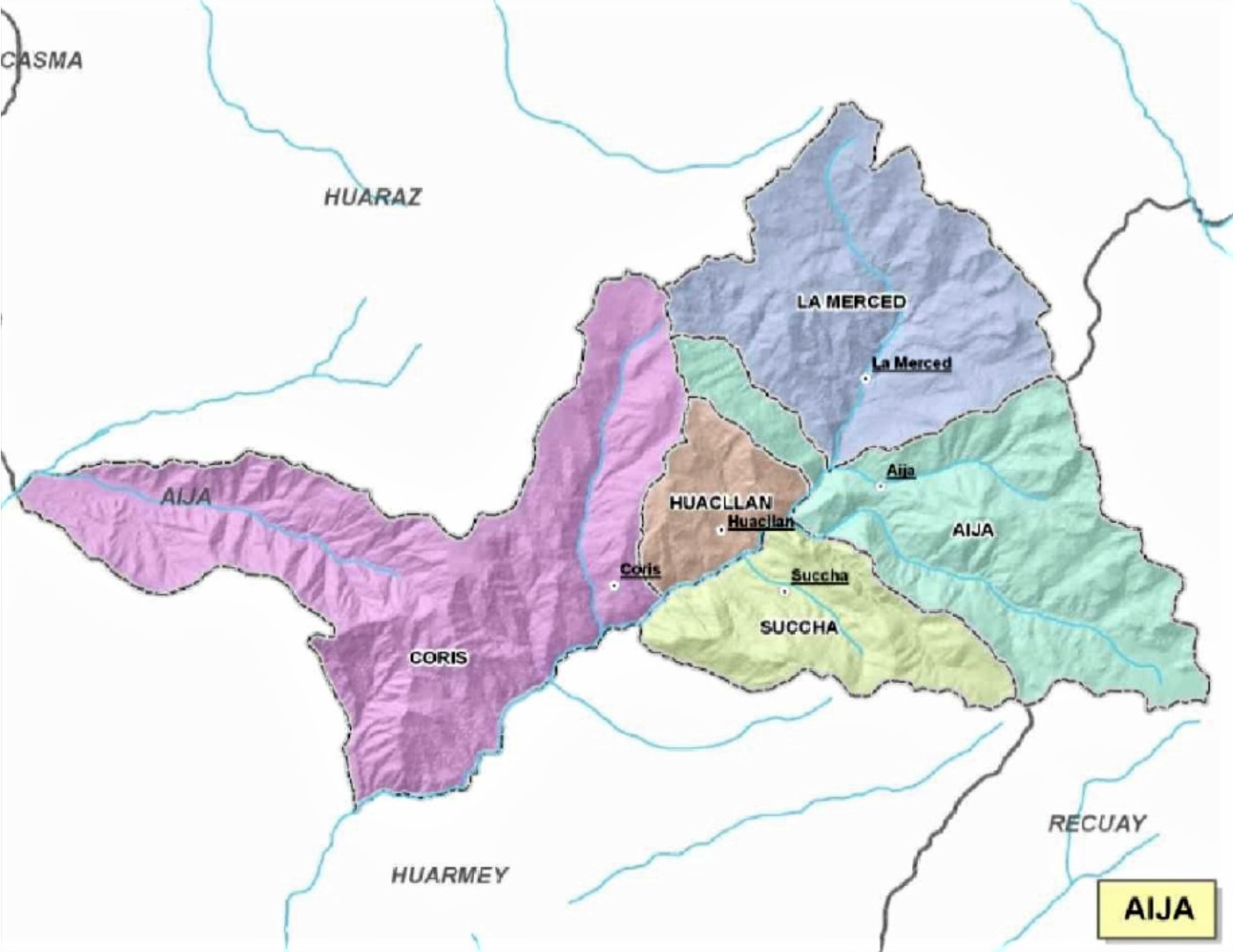
Lage der Gemeindedistrikte

Die Provinz Aija ist eine von 20 Provinzen, welche die Verwaltungsregion Ancash in West-Peru bilden. Die Provinz wurde am 5. März 1936 gegründet. Später gingen Teile des ursprünglichen Provinzgebietes an neu gegründete Nachbarprovinzen. Die Provinz Aija besitzt aktuell eine Fläche von 696,7 km². Im Jahr 2017 lag die Einwohnerzahl bei 6316. Im Jahr 1993 lag sie noch bei 8657, im Jahr 2007 bei 7995. Verwaltungssitz der Provinz ist der gleichnamige Ort Aija.

## Geographische Lage
Die Provinz Aija liegt in der Cordillera Negra, einer Gebirgsgruppe der peruanischen Westkordillere. Sie erstreckt sich über das obere Einzugsgebiet des Río Huarmey sowie im Westen über das Flusstal der Quebrada Cota Puquio, einem Nebenfluss des Río Culebras.
Die Provinz grenzt im Norden an die Provinz Huaraz, im Süden und Westen an die Provinz Huarmey sowie im Osten an die Provinz Recuay.

## Gliederung
Die Provinz Aija besteht aus den folgenden fünf Distrikten. Der Distrikt Aija ist Sitz der Provinzverwaltung.
| Distrikt  | Verwaltungssitz |
| --------- | --------------- |
| Aija      | Aija            |
| Coris     | Coris           |
| Huacllán  | Huacllán        |
| La Merced | La Merced       |
| Succha    | Succha          |

## Pfarrgemeinde
Die Pfarrgemeinde des Hauptortes Aija umfasst alle fünf Distrikte der Provinz. Zwischen der Pfarrgemeinde Santiago Apostol von Aija und den deutschen Pfarrgemeinden St. Brigitta, St. Carolus und St. Gallus in Hohberg besteht seit 1991 eine Partnerschaft.